# Hans-Ehrenberg-Schule
Die Hans-Ehrenberg-Schule ist ein staatlich anerkanntes Gymnasium in privater Trägerschaft im Bielefelder Stadtteil Sennestadt. Schulträger ist die Evangelische Kirche von Westfalen. Im allgemeinen Sprachgebrauch wird die Schule einfach HES genannt.

## Geschichte

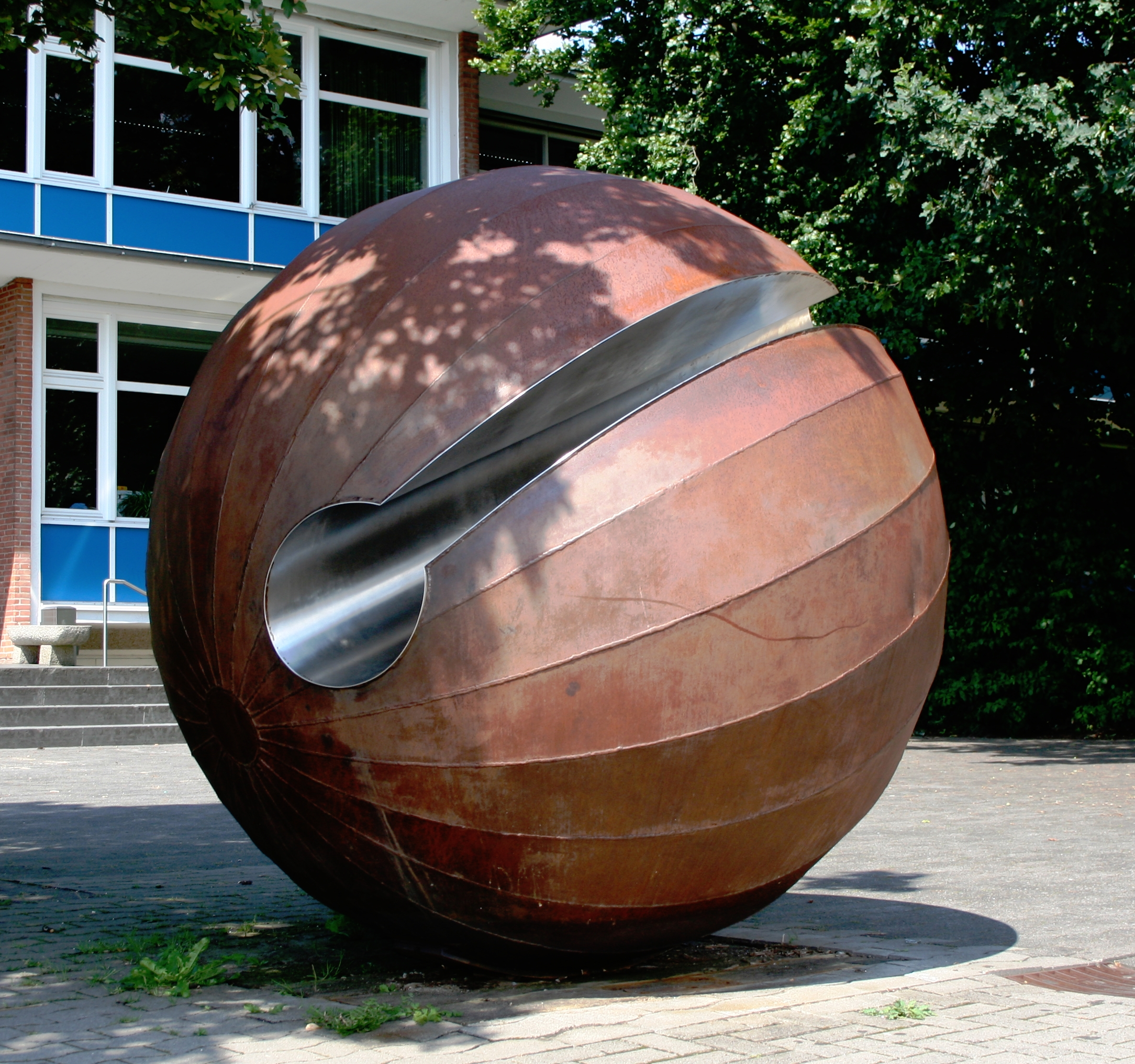
Skulptur „Kugel ‚arcanum rerum‘“ vor dem Haupteingang

Die Geschichte der Hans-Ehrenberg-Schule ist eng mit der frühen Entwicklung der Sennestadt verbunden. Als nach dem Zweiten Weltkrieg die große Zahl Flüchtlinge aus den ehemaligen Ostgebieten des Deutschen Reiches eine neue Heimat finden mussten, wurden in ganz Deutschland neue Siedlungen erbaut, so auch die Sennestadt auf dem Gebiet der Gemeinde Senne II nahe Bielefeld.
Nachdem die Evangelische Kirche von Westfalen schon in der Flüchtlingssiedlung Espelkamp-Mittwald gute Erfahrung mit der Gründung des Söderblom-Gymnasiums gemacht hatte, entschloss sie sich, auch in der Sennestadt ein Gymnasium unter ihrer Trägerschaft zu gründen. Mit der architektonischen Planung wurde Hans Bernhard Reichow beauftragt, der auch schon federführend bei der Errichtung der Sennestadt war. Ihm ist die charakteristische Wellenform des Aula-Daches zu verdanken, welche zum Wahrzeichen der Schule wurde.
Zum Osterfest des Jahres 1962 wurde Karl Heinz Potthast zum Schulleiter der neuen Schule berufen. Für den Schulnamen stand der evangelische Theologe und Widerstandskämpfer gegen den Nationalsozialismus Hans Philipp Ehrenberg Pate. Ganz in dem von Ehrenberg vertretenen Sinne der Ökumene sollte die Schule für Schüler aller Konfessionen offen sein. Nachdem am 25. April des gleichen Jahres schon der Unterricht in den Räumen des Matthias-Claudius-Hauses in Sennestadt begonnen hatte, wurde am 30. April, im Saal des gleichen Hauses, die Eröffnung des neuen Gymnasiums gefeiert. Der Bau des neuen Schulgebäudes begann am 1. September 1962, die Grundsteinlegung erfolgte am 20. Dezember 1962. In den folgenden Jahren stieg die Zahl der Schüler und Lehrer schnell, sodass im Schuljahr 1967/68 schon 622 Kinder die Schule besuchten. Schon bald überstieg die Schülerzahl deutlich die Marke von 1000 Kindern, weshalb ein neuer Anbau nötig wurde.
Im Jahr 2001 geriet die Schule in die Schlagzeilen, als eine schuleigene Karte zur bargeldlosen Bezahlung in der Cafeteria eingeführt wurde und dafür das Gymnasium mit dem Negativpreis Big Brother Award in der Kategorie „Regional“ ausgezeichnet wurde.
Unmittelbar vor der Schule wurde 2002 die Skulptur „Kugel ‚arcanum rerum‘“ aufgebaut; erschaffen wurde sie von Jörg Bochow, Universität Giebichenstein. Dabei handelt es sich um eine Kugel aus Eisen und Edelstahl, die sehr leicht in Schwingungen versetzt werden kann; dadurch ertönt aus dem Inneren der Kugel ein Glockenspiel.
Im Oktober 2023 wurde durch Brandstiftung ein erheblicher Schaden am Gebäude und in einzelnen Räumen angerichtet, ein Fortlaufen des Unterrichtsbetriebs konnte jedoch gewährleistet werden.
Die Schule ist vier-zügig mit einer Schülerzahl von etwa 900.

## Christliches Selbstverständnis
Die Hans-Ehrenberg-Schule zeichnet sich besonders durch ihr liberales christliches Selbstverständnis aus. Im Schulprogramm wird aus der „Grundordnung für die kirchlichen Schulen in der Trägerschaft der Evangelischen Kirche von Westfalen“ zitiert:
„Die evangelische Kirche sieht ihren Erziehungsauftrag in der Botschaft des Evangeliums von Jesus Christus begründet und nimmt ihn unter der Verheißung dieser Botschaft wahr. Darum weiß sie sich in allem pädagogischen Handeln dem Geist der Freiheit und der Liebe verpflichtet. Ihr erzieherisches Ziel ist es, jungen Menschen zu helfen, ihre Bestimmung als Mensch in Verantwortung für sich und die Schöpfung Gottes zu finden. Wo sich in der Schule Schülerinnen und Schüler, Lehrerinnen und Lehrer, Mütter und Väter in diesem Geist der Freiheit und der Liebe begegnen, findet lebendige Schulgemeinde statt.“
Die Religion spielt auch im Schulleben eine besondere Rolle, mehr dazu unter Arbeitsgemeinschaften und Veranstaltungen.

## Einrichtungen

### Aula
Die Aula befindet sich in einem Seitenflügel der Schule und kann direkt von der Eingangshalle erreicht werden. Durch die besondere Bauweise zeichnet sich die Aula durch eine gute Akustik aus. Der Saal umfasst 650 Sitzplätze und war einmal mit moderner Ton- und Lichttechnik ausgestattet. Allerdings ist diese heutzutage zu großen Teilen nicht mehr funktionsfähig. Mit der Renovierung der Aula im Jahr 2012 wurden zudem einige Beleuchtungselemente, die einst für eine sehr angenehme Atmosphäre sorgten, entfernt. Die vielen Veranstaltungen, bei denen oft eine aufwändige Beleuchtung notwendig ist, werden durch die schuleigene Technik-AG, der HES-TEC S-GmbH, realisiert. Für Konzerte steht ein Yamaha C5-Flügel zur Verfügung.

### Mediothek
Neben ca. 12.000 Medien (Bücher, Lexika, Zeitschriften, DVDs etc.) stehen den Schülern auch eine Reihe von Internetarbeitsplätzen, Gruppentischen und eine Leseecke mit Sofa zur Verfügung. Die Mediothek hat fast während des gesamten Schultages geöffnet und dient den Schülern auch als Selbstlernzentrum.

### Breaktime/Mensa
Am Übergang zwischen dem alten Schulgebäude und dem neuen Anbau befindet sich die Cafeteria der Schule. Die Cafeteria wird von der Teilanstalt Eckardtsheim der von Bodelschwinghschen Stiftungen Bethel als Berufseingliederungsprojekt betrieben.
Im Mai 2020 ist die Cafeteria durch eine Mensa ersetzt worden. Das Geld für den Bau wurde größtenteils von den Schülern selbst im Sommer 2017 auf einem Schulfest erwirtschaftet. Es gibt mit LKS auch einen neuen Caterer, aber die Behinderten behalten ihre Arbeitsplätze.

### Freizeitzentrum
Das Freizeitzentrum befindet sich im Untergeschoss des Oberstufentraktes und dient den Oberstufenschülern als Aufenthaltsort in den Pausen und Freistunden. Bis zum Ende der 90er Jahre war hier eine Kantine untergebracht. Die Gestaltung der Räumlichkeiten wird durch die Schülervertretung übernommen. Ab dem 31. Oktober 2016 wurde das Freizeitzentrum gesperrt und nach jahrelangen Plänen, in Verbindung mit den neuen Chemieräumen ein Stockwerk oberhalb, komplett renoviert. Es bekam eine Decke inklusive moderner und heller Beleuchtung. Des Weiteren wurden die Wände gestrichen und die Inneneinrichtung erneuert. Im Januar 2017 wurde es wieder freigegeben und kann wieder als Arbeits- und Freizeitraum genutzt werden.

### Grünes Klassenzimmer
Das grüne Klassenzimmer ist ein von einem der Schulhöfe abgegrenzter Bereich, in dem im Sommer Schulklassen Unterricht im Freien durchführen können.

### Sportanlagen
Im Jahr 1993 wurde die Dreifachturnhalle der Schule durch eine Brandstiftung stark beschädigt. Nach einer umfassenden Renovierung wurde das Gebäude wenige Monate später wieder freigegeben. Neben dieser Hauptturnhalle stehen eine Sport- und Gymnastikhalle mit Fitnessgeräten, sowie eine Außensportanlage für Leichtathletik und diverse Ballspiele (u. a. Beachsport) zur Verfügung.

## Arbeitsgemeinschaften und Veranstaltungen

### Religion
Der Religionsunterricht nimmt an der Hans-Ehrenberg-Schule einen besonderen Stellenwert ein. So ist er als Pflichtfach bis zur Qualifikationsphase 1 fester Bestandteil des Stundenplans. Daneben werden etwa im Differenzierungsbereich der achten und neunten Klasse Diakoniekurse angeboten. Neben den Aktivitäten im Unterricht spielt die Religion auch im sonstigen Wochenablauf der Schule eine bedeutende Rolle. Für die Klassen fünf und sechs finden alle sechs Wochen verpflichtende Schulandachten statt. In der Mittel- und Oberstufe werden die Andachten auf die Jahrgänge verteilt, so dass jeder Schüler pro Jahr nur zwei Andachten besuchen muss. In der zehnten Klasse kann der Religionsunterricht durch die Teilnahme am Philosophieunterricht ersetzt werden. In Jahrgangsstufe zwölf muss keines der beiden Fächer belegt werden. Gestaltet werden die Gottesdienste von den Schülern und Religionslehrern. Alle vier Jahre findet eine ökumenische religiöse Schulwoche für die Jahrgangsstufen neun bis zwölf statt. Im Wesentlichen geht es in dieser Woche um Glaubensorientierung und Lebenshilfe.

### Musik, Kunst und Theater
Schüler mit musikalischem Interesse werden an der Schule gefördert. Die Förderung beginnt in der fünften Klasse mit einem Spielkreis, einer Arbeitsgemeinschaft, in dem erste Erfahrung in einem kleinen Orchester gesammelt werden sollen. Es gibt einen Chor der fünften Klassen, einen Unterstufenchor für die Jahrgänge sechs und sieben, sowie einen Oberstufenchor, der alles ab Klasse acht umfasst. Weitere Arbeitsgemeinschaften im Bereich Musik sind eine Big Band, ein Gitarrenensemble und natürlich das OrcHESter. Außerdem gibt es pro Jahrgang eine Bläserklasse, wo die Schüler ein Holz- oder Blechblasinstrument erlernen können. Der gemeinsame Unterricht endet zwar nach Klasse sechs, bzw. auf Wunsch erst nach Jahrgang sieben, doch die Schüler können dann noch weiterhin Unterricht nehmen.
Neben den musikalischen Arbeitsgemeinschaften werden auch in den Bereichen Kunst und Theater Arbeitsgemeinschaften angeboten, deren Ergebnisse in regelmäßigen Kunstausstellungen und Theateraufführungen präsentiert werden. Literaturkurse werden in Jahrgang 11 angeboten; sie zeigen ihre Ergebnisse nicht nur in der schuleigenen Aula, sondern auch bei der alle zwei Jahre stattfindenden Bielefelder Schultheaterwoche. Dabei konnte hier in den Jahren 2009 (mit der Eigenproduktion „LebensMinusGefühl“), 2011 (mit „[bloß][geschwiegen]“, frei nach W. Gombrowicz’ „Yvonne, die Burgunderprinzessin“), sowie 2013 (mit „Peer Gynt – Sei dir selbst genug!“) jeweils der 1. Preis gewonnen werden.
Zusammengeführt werden die künstlerischen Bereiche in regelmäßig stattfindenden Großaufführungen. Neben der Gestaltung des Bühnenbilds werden auch Schauspiel und musikalische Begleitung komplett von Schülern organisiert. So etwa 2001 in dem selbst geschriebenen Musical Street of Hope, 2003 in der Aufführung des Webber-Musicals Jesus-Christ-Superstar, 2005 mit dem Tanz der Vampire oder 2007 mit einer Musical-Adaption des Filmes Sister Act. Im Jahr 2012 wurde das Musical Fame in vier Aufführungen gezeigt. Die Vorbereitungs- und Probenzeit betrug ein Jahr.
Besonderheit in allen Musicals der HES ist die Tatsache, dass alles von Schüler und Lehrerhand gestellt wird. Von den Musikern über Schauspieler, Kulissenbau und aufwendige Licht- und Tontechnik werden von engagierten Schülern gestellt.
Seit dem Jahr 2001 findet auf dem Gelände der Hans-Ehrenberg-Schule jährlich das HEStival statt. Dabei handelt es sich um ein Konzert das von Schülern der Schule organisiert wird und auf dem vor allem Schülerbands aus der Region auftreten. Der musikalische Schwerpunkt liegt dabei in den Bereichen Rock, Metal, Punk und Hardcore, aber auch Hip-Hop Crews treten hier regelmäßig auf.

### Sport
Es gibt Arbeitsgemeinschaften für Leichtathletik, Volleyball, Basketball und Tanz. Neben diesen Veranstaltungen gibt es auch regelmäßige Fußballturniere, Bundesjugendspiele sowie Teilnahme an schulübergreifenden Meisterschaften (z. B. Stadtmeisterschaften).

### Schülerförderung
Begabte Schüler haben die Möglichkeit zum Überspringen einer Jahrgangsstufe. Die Schüler werden dabei besonders fachlich und sozial betreut.

### Projektwochen
Jedes Jahr im September oder Oktober finden an der Schule Projektwochen statt, bei denen die jeweiligen Jahrgangsstufen unterschiedlichste Projekte gestalten.

### Technik-AG / HES-TEC S-GmbH
In einer Schule mit mehr als 1000 Schülern müssen pro Jahr eine große Anzahl von Veranstaltungen aller Art technisch betreut werden – angefangen bei Theatervorstellungen, Konzerten oder Musicalprojekten in der Aula bis hin zu Kulturevents oder Partys der Schülervertretung.
Dies alles ist Aufgabe der Schultechnik, die ehemals als Technik-AG über viele Jahre aktiv war. Mit der Zeit wurde das Equipment immer weiter ausgebaut und bald wurde klar, dass nicht nur Schulveranstaltungen betreut werden können, sondern Ausrüstung und Erfahrung auch für größere Engagements genutzt werden können.
Letztendlich entstand so die HES-TEC Veranstaltungstechnik Schüler-GmbH. Sie arbeitet nun nicht mehr nur Schul- und Aulaevents, sondern bieten auch die Betreuung von kleineren bis mittleren Veranstaltungen in und um Bielefeld an. Darüber hinaus ist das Projekt Schülerfirma an der Schule eine sehr gute Möglichkeit für die beteiligten Schüler zur Orientierung auf Studium, Ausbildung oder Beruf nach dem Abitur, fördert die Entwicklung von Eigeninitiative, Eigenverantwortung und gibt einen Einblick in unternehmerisches Handeln. Angefangen bei der Entwicklung von Satzungen, Verträgen und AGB gehört auch das richtige Führen eines Kassenbuches oder regelmäßige Gesellschafterversammlungen zum Alltag der Schüler-GmbH.

## Förderverein
Der seit 1965 bestehende Verein der Freunde und Förderer des Gymnasiums Hans-Ehrenberg-Schule e. V. hat ca. 360 Mitglieder und unterstützt die Schule vor allem bei der Schaffung neuer Lehr- und Lernmöglichkeiten. Der Förderverein gehört nach eigener Aussage zu den vier Prozent aller bundesdeutschen Fördervereine, die ihre Schule mit jährlich mindestens 5.000 Euro unterstützen können.

## Partner- und Schwesterschulen
Die französische Schule Saint-Alyre in Clermont-Ferrand ist die Partnerschule. Die Partnerschaft wird mit einem jährlichen Schüleraustausch gepflegt.
Neben der Hans-Ehrenberg-Schule ist die Evangelische Kirche von Westfalen Träger von sechs weiteren Schulen, darunter vier Gymnasien, zwei Realschulen und eine Gesamtschule.
Eine weitere Partnerschaft besteht zur deutschen Schule Talitha Kumi in Beit Jala, Palästina. Seit dem Jahr 2012 besuchen Schüler aus Palästina die HES in Sennestadt. Im März 2013 fand der Gegenbesuch statt. Dieser wurde angesichts der bis heute kritischen Sicherheitslage vielfach von Eltern, Lehrern und Schülern diskutiert. In Vorbereitung auf den Austausch sind ein halbes Jahr verpflichtende, wöchentliche Veranstaltungen zu je 90 Minuten erforderlich. In diesen werden die Schüler gezielt auf die Thematik wie den Israel-Palästina Konflikt sowie die gesellschaftlichen Details der palästinensischen Kultur vorbereitet. Geplant ist, den Besuchsrhythmus so beizubehalten.

## Ehemalige Schüler
(Auswahl)
- Oliver Bayer, Politiker (Piratenpartei), Landtagsabgeordneter von 2013 bis 2017
- Matthi Bolte, Politiker (Bündnis 90/Die Grünen), Landtagsabgeordneter
- Sören Brandy, Fußballspieler
- Olaf Hampel, Bob-Olympiasieger
- Sebastian Hellmann, Sportjournalist
- Henning Heup, Schauspieler und Rocksänger
- Hera Lind, Autorin
- Ewald Lienen, Fußballspieler und -trainer
- Andreas K. W. Meyer, Musikdramaturg und -publizist
- Barbara Potthast, Historikerin
- Christoph Schmidt, Osteuropa- und Religionshistoriker
- Heinrich Schmidtgal, Fußballspieler
- Thomas Steinfeld, Journalist und Schriftsteller
- Aylin Tezel (* 1983), Schauspielerin und Tänzerin
- Manuel Meimberg, Drehbuchautor, Regisseur, Showrunner
- Florian Meimberg, Werberegisseur